# Бонассола
Бонассола (італ. Bonassola, ліг. Bonasseua) — муніципалітет в Італії, у регіоні Лігурія, провінція Спеція.
Бонассола розташована на відстані близько 350 км на північний захід від Рима, 60 км на південний схід від Генуї, 21 км на північний захід від Спеції.
Населення — 889 осіб (2014).

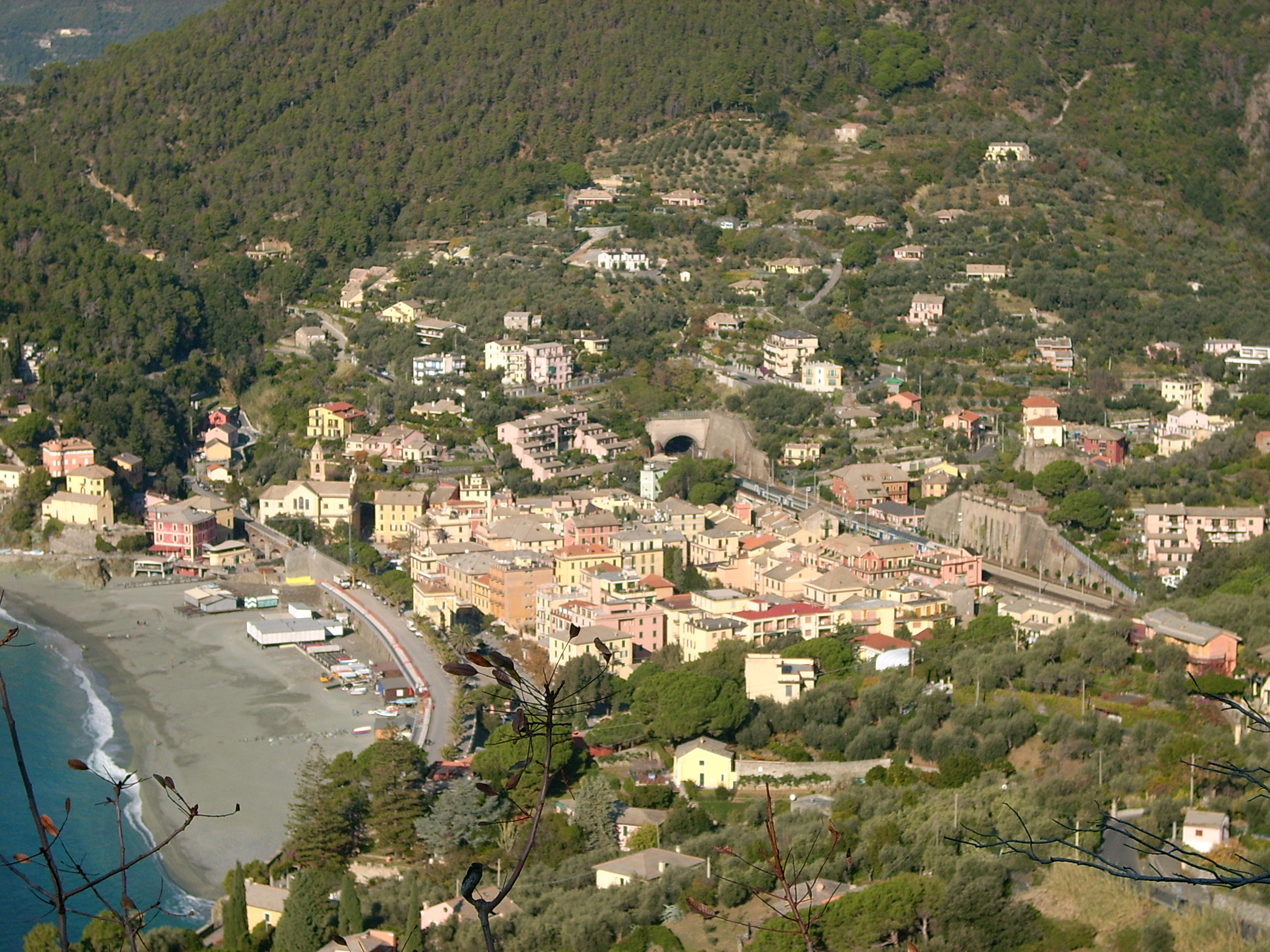

Щорічний фестиваль відбувається першої неділі жовтня. Покровитель — Santa Caterina d'Alessandria.

## Демографія
Населення за роками:

Станом на 1 січня 2023 року в муніципалітеті офіційно проживало 58 іноземців з 23 країн, серед них 28 громадян країн Євросоюзу та 6 громадян України.

## Сусідні муніципалітети
- Фрамура
- Леванто